# Radioknapp

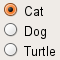
Radioknappar med tre alternativ, där "Cat" är valt.

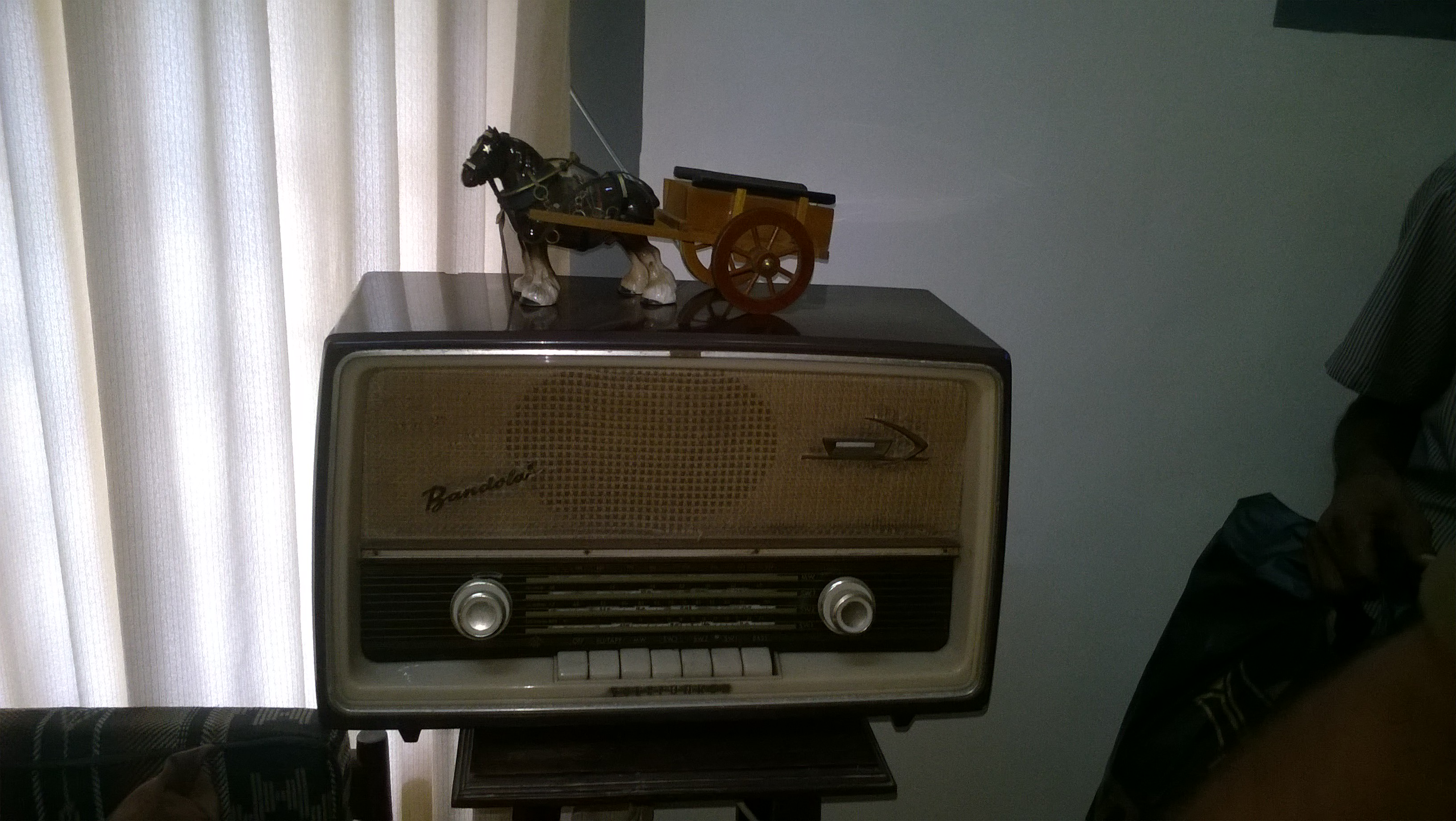
En äldre radio.

En radioknapp (eller "Radio button" på engelska) är en grafisk symbol som grupperas ihop med andra radioknappar för att låta en datoranvändare välja ett av flera fördefinierade val.
I Microsoft Windows-program visas oftast radioknappar som vita ringar där en ring innehåller en svart prick om den radioknappen är "intryckt". Andra operativsystem kan ha liknande symboler.
Radioknappar brukar förekomma i frågeformulär med färdiga svarsalternativ. Den stora skillnaden från kryssrutor är att användaren måste göra ett val och enbart kan välja ett av de valbara alternativen. Ett exempel kan vara att man i ett formulär måste välja födelseland. Eftersom man bara kan vara född i ett enda land, kan man också bara välja ett land i listan över länder.
Uttrycket "radioknapp" kommer av funktionsknapparna på en radio.